# Allantinae
Sous-famille
Les Allantinae sont une sous-famille d'insectes de l'ordre des hyménoptères, de la famille des Tenthredinidae.

## Classification
La sous-famille Allantinae est décrite par Newmann en 1834,.

## Liste de genres
Genres et espèces présents en Europe :
- genre Adamas
- genre Allantus Panzer, 1801 dont Allantus cinctus
- genre Ametastegia Costa, 1882
- genre Apethymus Benson, 1939
- genre Athalia Leach, 1817 dont Athalia rosae
- genre Empria Lepeletier, 1823
- genre Eopsis Benson, 1959
- genre Eriocampa Hartig, 1837
- genre Harpiphorus Hartig, 1837
- genre Hennedyia Cameron, 1891
- genre Monostegia Costa, 1859
- genre Monsoma MacGillivray, 1908
- genre Taxonus Hartig, 1837

Auxquels s'ajoutent les genres suivants selon BioLib (29 juin 2020) :
- genre Acidiophora Konow, 1899
- genre Aphilodyctium Ashmead, 1898
- genre Athalia Leach, 1817
- genre Dimorphopteryx Ashmead, 1898
- genre Emphytopsis Wei & Nie, 1998
- genre Probleta Konow, 1908
- genre Triallan Smith, 2014

### Publication originale
- (en) E. Newman, « Attempted division of British insect into natural orders. », The Entomological Magazine, vol. 2,‎ 1834, p. 379-431.